# Live at the City
Live at the City — концертный альбом американской певицы Аниты О’Дэй, записанный во время её выступлений в ночном клубе The City в Сан-Франциско 29 и 30 сентября 1979 года при участии пианиста Нормана Симмонса, басиста Роба Фишера, барабанщика Джона Пула и Грега Смита на баритоне и флейте. Альбом был выпущен в двух частях: в 1980 году вышла первая часть, в 1981 году — вторая с подзаголовком The Second Set.
В 2001 году треки с первого и второго альбомов были изданы на альбоме Live at the City, San Francisco 1979.

## Отзывы критиков
| Оценки критиков                     | Оценки критиков |
| Источник                            | Оценка          |
| ----------------------------------- | --------------- |
| AllMusic                            | ·               |
| Encyclopedia of Popular Music       | [ 5 ]           |
| The Penguin Guide to Jazz           | [ 6 ]           |
| The Rolling Stone Jazz Record Guide | [ 7 ]           |

Скотт Яноу из AllMusic написал: «Этот альбом отражает типичное живое выступление Аниты О’Дэй, которой на тот момент было 59 лет. Хотя есть и хорошая музыка (её исполнения „Hershey Bar“ Джонни Мэндела, „Emily“ и „Four Brothers“), в нём также много лишней болтовни. Хотя Нэт Хентофф [музыкальный критик и автор примечаний к альбому] в восторге от выступления О’Дэй, этот труднодоступный альбом является скорее историческим курьёзом, чем важным приобретением».
Питер Рейлли в своей рецензии для Stereo Review написал: «Этот альбом … по-настоящему потрясающий. В течение почти часа О’Дэй погружает свою аудиторию в элегантную музыкальность и фосфоресцирующее исполнение, которое превосходит время, возраст или старомодные ярлыки. Легко, с любовью, умело, ожидаемо она доводит старые стандарты до глубокого, тёплого блеска. Менее ожидаемо, что то, что она делает с относительно новым «What Are You Doing the Rest of Your Life?», является откровением. Музыка Мишеля Леграна обладает определенным сентиментальным очарованием, но тексты Мэрилин и Алана Бергманов — это самая приторная халва. О’Дэй исполняет её с классным мастерством и чистым стилем, который никогда не вдохновлял ни одного другого исполнителя, превращая её в трогательное произведение с настроением для взрослых. Анита О’Дэй сейчас одна из наших лучших современных поп-певиц».

## Список композиций

### Live at the City(1980)
1. «P’ Town» (Анита О’Дэй) — 0:00
2. «Blue Skies» (Ирвинг Берлин) — 3:51
3. «What Are You Doing the Rest of Your Life» (Алан Бергман, Мэрилин Бергман, Мишель Легран) — 3:58
4. «In a Mello-Tone» (Дюк Эллингтон, Милт Гейблер) — 4:10
5. «Hershey Bar» (Джонни Мэндел) — 3:32
6. «P’ Town (Theme)» (Анита О’Дэй) — 0:00
7. «P’ Town» (Анита О’Дэй) — 0:33
8. «Emily» (Джонни Мэндел, Джонни Мерсер) — 2:57
9. «Little Orphan Annie» (Гас Кан, Джо Сандерс) — 4:30
10. «Close Your Eyes» (Бернис Петкере) — 3:49
11. «Shakin’ The Blues Away» (Ирвинг Берлин) — 3:25
12. «Four Brothers» (Джимми Джуффри) — 3:13

### Live at the City: The Second Set(1981)
1. «Announcement — Wave» (Антониу Карлос Жобин) — 3:56
2. «Let’s Fall in Love» (Гарольд Арлен, Тед Колер) — 4:48
3. «I’m Getting Sentimental over You» (Джордж Бассман, Нед Вашингтон) — 5:53
4. «Medley: Falling in Love with Love / Love for Sale» (Лоренц Харт, Ричард Роджерс / Коул Портер) — 6:32
5. «A Nightingale Sang in Berkeley Square» (Мэннинг Шервин, Эрик Машвиц) — 3:13
6. «On Green Dolphin St.» (Бронислав Капер, Нед Вашингтон) — 5:50
7. «My Funny Valentine» (Лоренц Харт, Ричард Роджерс) — 6:21
8. «Medley: Tea for Two / Wave» (Ирвинг Сизар, Винсент Юманс / Антониу Карлос Жобин) — 8:30
9. «Closing Theme» (Instrumental) — 0:31

### Live at the City, San Francisco 1979(2001)
1. «Wave» (Антониу Карлос Жобин) — 3:56
2. «Blue Skies» (Ирвинг Берлин) — 3:51
3. «Let’s Fall in Love» (Гарольд Арлен, Тед Колер) — 4:48
4. «What Are You Doing the Rest of Your Life» (Алан Бергман, Мэрилин Бергман, Мишель Легран) — 3:58
5. «In a Mello-Tone» (Дюк Эллингтон, Милт Гейблер) — 4:10
6. «Hershey Bar» (Джонни Мэндел) — 3:32
7. «P’ Town» (Анита О’Дэй) — 0:33
8. «Emily» (Джонни Мэндел, Джонни Мерсер) — 2:57
9. «Little Orphan Annie» (Гас Кан, Джо Сандерс) — 4:30
10. «Close Your Eyes» (Бернис Петкере) — 3:49
11. «Shakin’ The Blues Away» (Ирвинг Берлин) — 3:25
12. «Medley: Falling in Love with Love / Love for Sale» (Лоренц Харт, Ричард Роджерс / Коул Портер) — 6:32
13. «Four Brothers» (Джимми Джуффри) — 3:13
14. «My Funny Valentine» (Лоренц Харт, Ричард Роджерс) — 6:21
15. «On Green Dolphin St.» (Бронислав Капер, Нед Вашингтон) — 5:50
16. «Tea for Two» (Ирвинг Сизар, Винсент Юманс) — 6:33

## Участники записи
- Бас-гитара — Роб Фишер
- Вокал — Анита О’Дэй
- Звукорежиссёр — Деннис Кунин
- Иллюстрация — Роберт У. Ричардс
- Продюсер — Алан Эйхлер, Ларри и Кэрол Смит
- Саксофон-баритон, флейта — Грег Смит
- Ударные — Джон Пул
- Фортепиано — Норман Симмонс